# General Obligado (departement)
General Obligado is een departement in de Argentijnse provincie Santa Fé. Het departement (Spaans:  departamento) heeft een oppervlakte van 10.928 km² en telt 166.436 inwoners.

## Plaatsen in departement General Obligado
- Arroyo Ceibal
- Avellaneda
- Berna
- El Arazá
- El Rabón
- El Sombrerito
- Florencia
- Guadalupe Norte
- Ingeniero Chanourdie
- La Sarita
- Lanteri
- Las Garzas
- Las Toscas
- Los Laureles
- Malabrigo
- Nicanor Molinas
- Reconquista
- San Antonio de Obligado
- Tacuarendí
- Villa Ana
- Villa Guillermina
- Villa Ocampo